# IQVIAサービシーズ ジャパン
IQVIAサービシーズ ジャパン株式会社（アイキューヴィアサービシーズジャパン、IQVIA Services Japan K.K.）は、ライフサイエンス業界にデータ、テクノロジーソリューション、コンサルティング、CRO、CSO事業を提供する米IQVIA Holdingsの日本法人の一つである。旧社名はクインタイルズ・トランスナショナル・ジャパン株式会社である。
IQVIA Holdingsの日本法人には、CRO、CSO事業を担うIQVIAサービシーズ ジャパン株式会社のほか、データ、テクノロジーソリューション、コンサルティング事業を担うIQVIAソリューションズ ジャパン株式会社（旧社名：アイ・エム・エス・ジャパン株式会社）がある。また関連会社にIQVIAサイトソリューションズジャパン合同会社等がある。

## 概要
IMSヘルス・ホールディングスとクインタイルズ・トランスナショナル・ホールディングスが2016年10月に統合し、クインタイルズIMSとなり、2017年11月に社名がIQVIA Holdings Inc.に変更された。グローバル本社の社名変更に伴い、2018年4月1日に、日本法人であるクインタイルズ・トランスナショナル・ジャパン株式会社からIQVIAサービシーズ ジャパン株式会社に商号が変更された。

## 歴史
Quintilesは、1982年にデニス・ギリングス（Dennis Gillings）によってノースカロライナ州で設立された。当初は生物統計学のコンサルティング会社としてスタートした。デニス・ギリングスはもともとノースカロライナ大学の生物統計学の教授だった。彼は、クリニカルトライアルのデータ管理と解析の重要性を早くから認識しており、その専門知識を基に1982年にQuintilesを設立した。当初は、彼自身の住居をオフィスとして使用していたというアットホームなスタートだった。やがて、クリニカルトライアルのデータ管理と解析の専門家としての評価を受けるようになり、急成長した。
1990年代に入ると、会社は世界的に拡大し、多くの国にオフィスを開設し、欧州やアジアにも事業を拡大した。特にクリニカルトライアルのアウトソーシング市場の成長とともに、急速に業績を伸ばした。1994年には、会社として初めての株式公開を果たし、公開資本を増やすことで更なる事業展開を加速させた。さらに、クリニカルトライアルのフルサービスを提供するようになり、業界内での地位を築いた。この時期、多くの提携や買収も行った。2000年代には、さらなる成長を遂げ、様々な治験段階のクリニカルトライアルサービスを提供する大手企業としての地位を確立した。新しい治験手法や技術の導入を積極的に行い、クリニカルトライアルの効率化や高度化を進めた。また、患者リクルートメントや実際の治験の実施など、クリニカルトライアルの全過程をカバーするサービス展開を行うことで、業界内でのリーダーシップを強化していった。2009年には、ニューヨーク証券取引所に上場した。2010年代に入り、Quintilesはデジタル技術の導入やリアルワールドデータの利用など、新しい領域への取り組みも強化した。特に、ビッグデータ解析やAI技術の導入を進め、クリニカルトライアルの質と効率を向上させる取り組みを進めた。その後、2016年にIMS Healthとの合併を発表した。この合併を通じて、両社は医薬品の開発と販売に関するデータとサービスの提供を強化することを目指した。そして、2017年、新しい会社名として「Quintiles IMS」が発表され、後にIQVIAとして再ブランディングされた。